# 阿波川口站
阿波川口站（日语：／ Awa-kawaguchi eki */?）是一位於日本德島縣三好市山城町大川持、隸屬於四國旅客鐵道（JR四國）的鐵路車站。車站編號為D25。

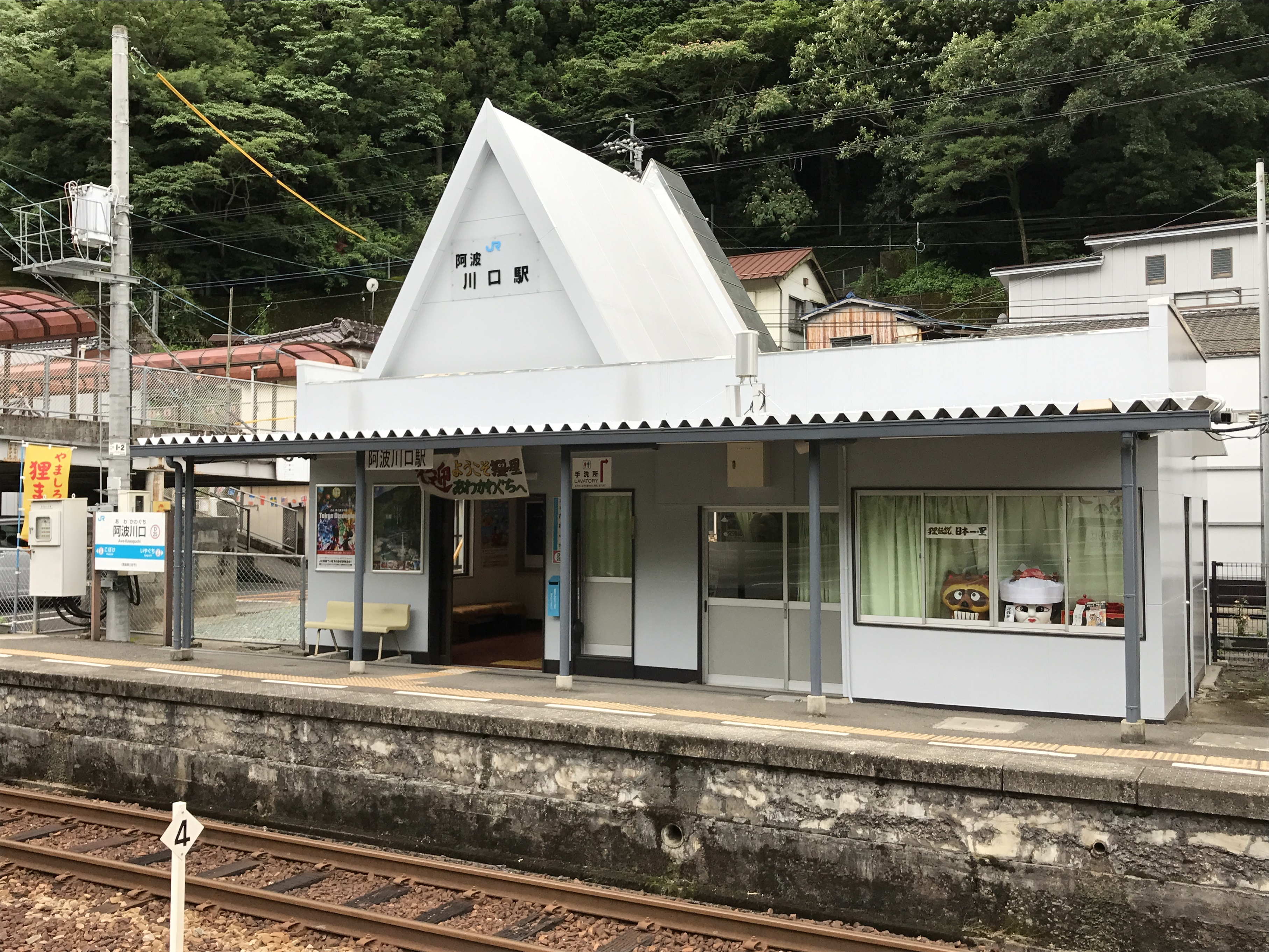
月台側的站房(2017年7月)

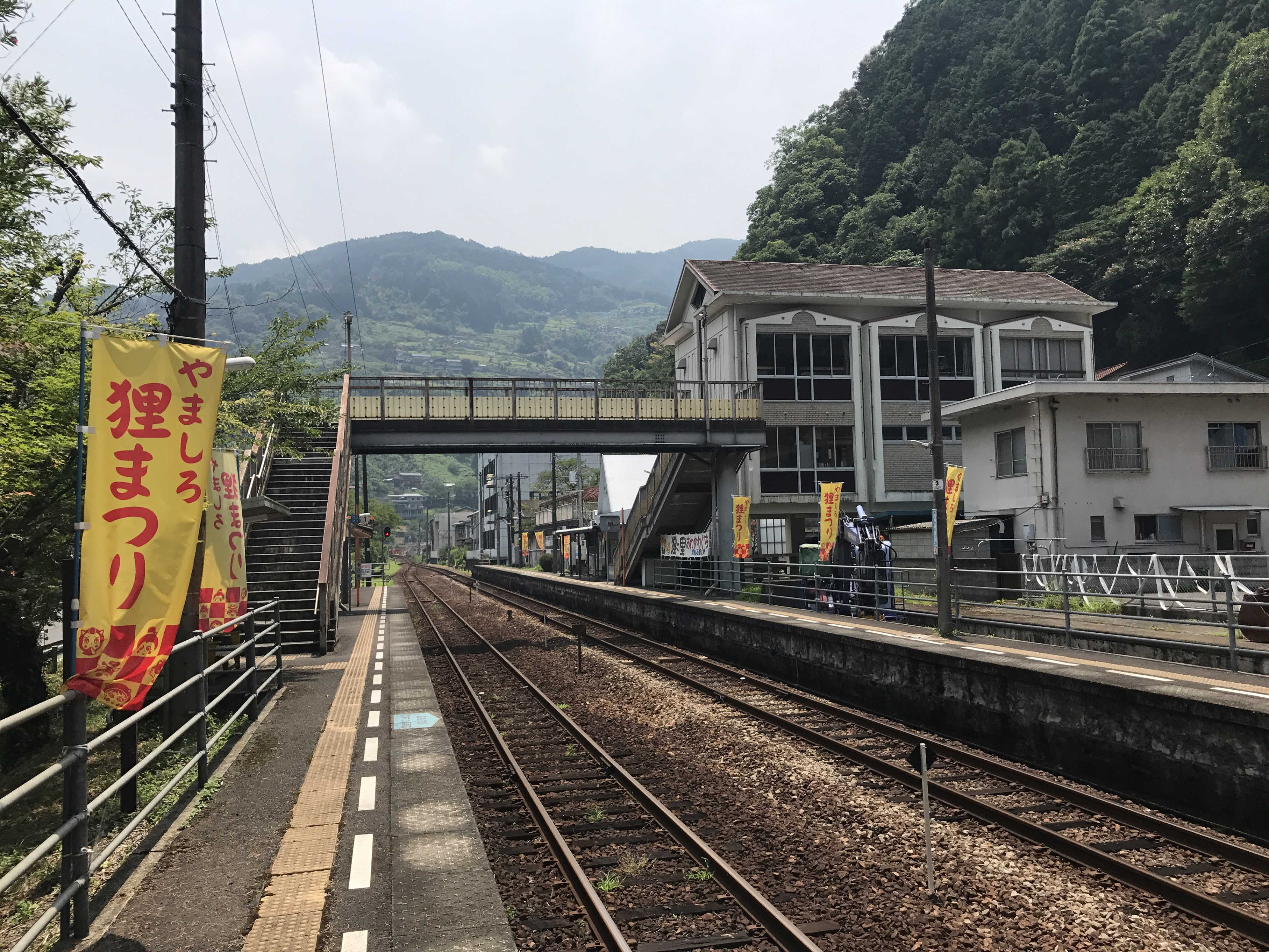
月台(2017年7月)

## 車站結構
站舍為單層木製建築，為第二代站舍，第一代站舍和附近的車站的相近。JR四國接管後，並沒有保留原來的站舍，而是將它拆卸並將它翻新。由於本站早於1983年變為無人業務委託站，站舍內仍然保留站務室。而屋頂亦鑲有磨砂玻璃，增加透光度。
本站設有2個側式月台，提供2面2線的月台配置，因兩邊採用Y型轉轍器，因此列車進站時全靠左側行駛。1號月台末端向祖谷口方向，另設有港灣式月台，是以前供貨運列車停靠。現時仍可以看到有關的月台及路軌。由於兩邊月台並不完全相對，因此兩邊分岔口間的距離長達18卡。月台間以行人天橋連接。

### 月台配置
| 月台 | 路線    | 方向 | 目的地                       |
| ---- | ------- | ---- | ---------------------------- |
| 1    | ■土讚線 | 上行 | 阿波池田                     |
| 2    | ■土讚線 | 下行 | 大步危、土佐山田、高知、須崎 |

## 歷史
- 1935年11月28日：開業。
- 1950年11月4日：來往小步危站之間的山城谷隧道開通，列車改行新路。
- 1983年11月25日：無人化，簡易委託站。
- 1987年4月1日：日本國鐵分割民營化，車站的營運由JR四國繼承。
- 1988年3月：第2代站舍建成。
- 2003年8月26日：1列2卡的普通列車在站內起火焚毀，無人受傷。

## 相鄰車站
四國旅客鐵道（JR四國）
■土讚線
祖谷口（D24）－阿波川口（D25）－小步危（D26）